# Analogfilter
Elektronische Filter werden als Analogfilter bzw. analoge Filter bezeichnet, wenn sie die Signale zeit- und amplitudenkontinuierlich verarbeiten. Sie dienen entweder zur Formung von Signalen im gewünschten Sinn oder zur Feststellung, welche Frequenzen vertreten sind (Signalanalyse).
Analogfilter bilden den Gegensatz zu Digitalfiltern. Dieser liegt in der Realisierung: Analoge Filter werden mit passiven elektronischen Bauelementen wie Kondensatoren, Spulen, Widerständen oder aktiv mit Operationsverstärkern aufgebaut.

## Anwendung
Analogfilter dämpfen oder verstärken (wie ihre digitalen Gegenstücke) bestimmte Signalanteile bzw. Schwingungen in einem Gemisch von Frequenzen. Beispiel zur Dämpfung ist ein Kerbfilter (Notchfilter), das Signalanteile einer bestimmten Frequenz unterdrückt. Häufige Anwendung ist die Unterdrückung der 50-Hz-Netzfrequenz, wenn diese Signalanteile bei Signalübertragungen stören. Ein Bandsperrfilter dämpft Signale eines ganzen Frequenzbereiches, ein Bandpassfilter lässt Signale eines Frequenzbereiches passieren und verstärkt das Signal, wenn dies entsprechend dimensioniert ist. Ein Tiefpassfilter überträgt (verstärkt) Signale unterhalb einer Grenzfrequenz. Ein Hochpassfilter überträgt (verstärkt) Signale oberhalb einer Grenzfrequenz.

## Typen
Wichtige Typen von Analogfiltern sind:
- mechanisch: Schwinger, Dämpfer (zum Beispiel Stoßdämpfer), Resonator, Feder mit bestimmter Eigenschwingung usw.
- elektrisch/elektronisch: Filter, aufgebaut aus Induktivitäten (Spulen), Kapazitäten (Kondensatoren), aktiven Komponenten wie Operationsverstärker, Switched-Capacitor-Filter (SC-Filter: Diese arbeiten nach dem Prinzip geschalteter Kondensatoren, sind aber ebenfalls analoge Filter); Hohlraumresonator Filter, Dielektrische Filter, Netzfilter
- elektromechanisch: piezoelektrische Filter (Quarzfilter, SAW-Filter (Akustische-Oberflächenwellen-Filter)).

Bei elektromechanischen Filtern findet während des Filterns eine Wandlung von elektrischer in mechanische Energie statt oder umgekehrt.

## Topologien
Passive analoge Filter können in Form verschiedenartiger Topologien realisiert werden, wobei insbesondere in der elektrischen Schaltungstechnik die Zweitordarstellung mit komplexen Impedanzen Z und komplexen Admittanzen Y üblich ist. Durch entsprechende Modellgestaltung kann diese Art der Filterdarstellung auch auf andere Analogfilter, wie beispielsweise für mechanische Systeme, angewendet werden.
In folgenden Tabellen sind einige gebräuchliche passive analoge Filtertopologien zusammengefasst, wie sie auch im Bereich der Zweitortheorie anzutreffen sind. Die Unterteilung erfolgt in erdungsunsymmetrische und erdungssymmetrische Formen.
| Erdungsunsymmetrische Formen | Erdungsunsymmetrische Formen | Erdungsunsymmetrische Formen | Erdungsunsymmetrische Formen | Erdungsunsymmetrische Formen | Erdungsunsymmetrische Formen |
| ---------------------------- | ---------------------------- | ---------------------------- | ---------------------------- | ---------------------------- | ---------------------------- |
| L-Filter                     | L-Filter                     | T-Filter                     | T-Filter                     | Π-Filter                     | Π-Filter                     |
|                              |                              |                              |                              |                              |                              |
| Kettenleiter                 |                              |                              |                              |                              |                              |
|                              |                              |                              |                              |                              |                              |

| Erdungssymmetrische Formen                | Erdungssymmetrische Formen                | Erdungssymmetrische Formen                | Erdungssymmetrische Formen                | Erdungssymmetrische Formen                | Erdungssymmetrische Formen                |
| ----------------------------------------- | ----------------------------------------- | ----------------------------------------- | ----------------------------------------- | ----------------------------------------- | ----------------------------------------- |
| C-Filter                                  | C-Filter                                  | H-Filter                                  | H-Filter                                  | Box-Filter                                | Box-Filter                                |
|                                           |                                           |                                           |                                           |                                           |                                           |
| Kettenleiter                              |                                           |                                           |                                           |                                           |                                           |
|                                           |                                           |                                           |                                           |                                           |                                           |
| X-Filter (Latticefilter, mid-T-Ableitung) | X-Filter (Latticefilter, mid-T-Ableitung) | X-Filter (Latticefilter, mid-T-Ableitung) | X-Filter (Latticefilter, mid-Π-Ableitung) | X-Filter (Latticefilter, mid-Π-Ableitung) | X-Filter (Latticefilter, mid-Π-Ableitung) |
|                                           |                                           |                                           |                                           |                                           |                                           |

## Vor- und Nachteile
Vorteile gegenüber digitalen Filtern
- geringe Latenzzeit
- sie stellen zeitkontinuierliche Systeme dar, dadurch erfolgt keine Limitierung durch die Abtastrate wie bei zeitdiskreten Systemen.
- für rein passive Filter:
  - Filtereigenschaften weitgehend unabhängig von Stärke des Eingangssignals
  - durch Wahl geeigneter Bauelemente für alle denkbaren Leistungen realisierbar
  - keine zusätzlichen Betriebsspannungen für aktive Komponenten nötig

Nachteile
- schlechtere Reproduzierbarkeit der Filtereigenschaften auf Grund der Toleranzen der verarbeiteten Bauteile
- je nach Anforderung Notwendigkeit eines Abgleichs beziehungsweise einer Kalibrierung.
- weniger flexibel einsetzbar
- Höhere Filterordnungen erfordern einen großen Bauelementebedarf.

Grundsätzlich gibt es zahlreiche Anwendungen, wo die Anwendung analoger Filter unumgänglich ist, da sie durch Wahl entsprechender Bauelemente entsprechend leistungsstark gebaut werden können. Beispiele sind Oberschwingungsfilter in Hochspannungsnetzen.
Bei der Umsetzung von zeitkontinuierlichen in zeitdiskrete Signale bzw. vice versa im Rahmen der digitalen Signalverarbeitung kommen zur Vermeidung von Aliasing grundsätzlich zeitkontinuierliche (analoge) Filter zur Anwendung.